# 洛斯塞里約斯 (新墨西哥州)
洛斯塞里約斯（英語：Los Cerrillos）是位於美國新墨西哥州聖菲縣的普查規定居民點。

## 人口
根據2020年美國人口普查的數據，洛斯塞里約斯的面積為8.72平方千米，皆為陸地。當地共有人口258人，而人口密度為每平方千米29.59人。